# أولاد عبو (أولاد عبو)
أولاد عبو هو دُوَّار يقع بجماعة أولاد يوسف، إقليم بني ملال، جهة بني ملال خنيفرة في المملكة المغربية. ينتمي الدوّار لمشيخة أولاد عبو التي تضم 4 دواوير. يقدر عدد سكانه بـ 2295 نسمة حسب الإحصاء الرسمي للسكان والسكنى لسنة 2004.

## روابط خارجية
- البوابة الوطنية للجماعات الترابية
- المندوبية السامية للتخطيط